# Saint-Sauveur, Dordogne

Saint-Sauveur este o comună în departamentul Dordogne din sud-vestul Franței. În 2009 avea o populație de 771 de locuitori.

## Evoluția populației
| An        | 1975 | 1982 | 1990 | 1999 | 2006 | 2009 |
| --------- | ---- | ---- | ---- | ---- | ---- | ---- |
| Populație | 420  | 529  | 605  | 606  | 733  | 771  |